# Suezmax

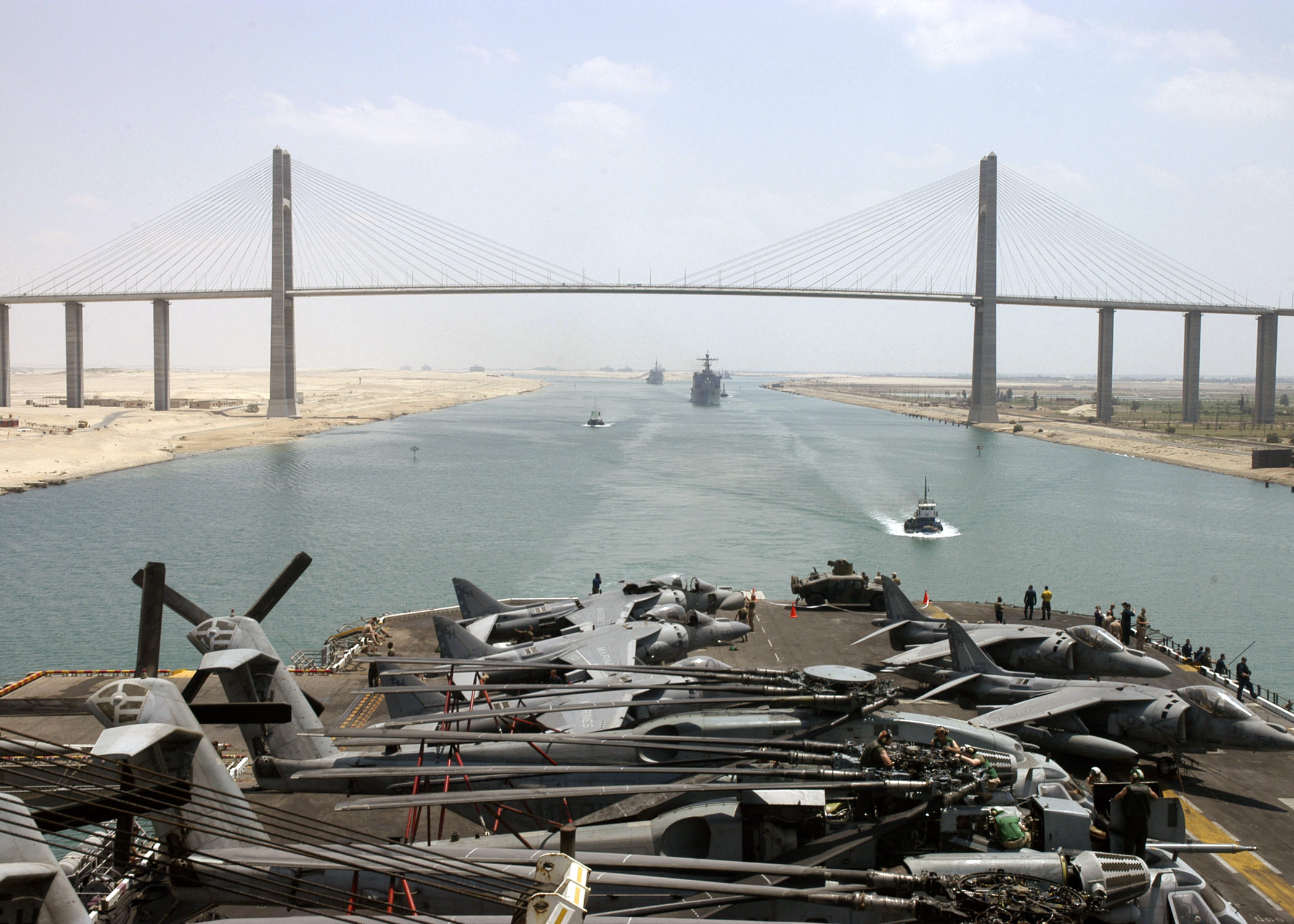
Suezkanalbron vid El Qantara begränsar höjden

Suezmax betecknar ett fartyg med den maximala storleken, med last, kan gå genom Suezkanalen. Eftersom kanalen inte har någon sluss är de enda begränsande faktorerna djupgående och höjd.
Sedan 2010 är det maximala djupgåendet 20,1 meter och den maximala höjden är 68 meter.
Ett typiskt Suezmaxfartyg har en dödvikt på mellan 120 000 och 200 000 ton.